# Upton Sinclair
Upton Beall Sinclair Jr. (n. 20 septembrie 1878, Baltimore, America Britanică⁠(d), Regatul Marii Britanii – d. 25 noiembrie 1968, Bound Brook⁠(d), New Jersey, SUA) a fost un scriitor american, "muckraker", activist politic și nominalizatul din 1934 al Partidului Democrat la postul de guvernator al Californiei, care a scris aproape 100 de cărți și alte lucrări în mai multe genuri. Opera lui Sinclair a fost bine cunoscută și populară în prima jumătate a secolului al XX-lea și a câștigat Premiul Pulitzer pentru ficțiune în 1943.
În 1906 Sinclair a devenit faimos pentru romanul său clasic Jungla, care a expus condițiile de muncă și sanitare din industria americană a cărnii, provocând un scandal public care a contribuit parțial la adoptarea câteva luni mai târziu a Pure Food and Drug Act și Meat Inspection Act din 1906. În 1919 el a publicat The Brass Check, o investigație a jurnalismului american care a făcut publică problema jurnalismului galben și limitările „presei libere” din Statele Unite. La patru ani de la publicarea The Brass Check a fost creat primul cod de etică pentru jurnaliști. Revista Time l-a numit „un om cu toate talentele, cu excepția umorului și tăcerii”. El este cunoscut și pentru citatul: „Este greu să-l faci pe un om să înțeleagă ceva, când salariul lui depinde de faptul să nu înțeleagă.” El a folosit acest citat în discursuri și în cartea despre campania sa pentru postul de guvernator ca să explice de ce editorii și redactorii marilor ziare din California nu luau în serios propunerile sale privind pensiile pentru limită de vârstă și alte reforme progresive.
Multe dintre romanele sale pot fi citite ca lucrări istorice. Scriind în timpul erei progresiste, Sinclair descrie viața din Statele Unite ale Americii industrializate, atât din punctul de vedere al muncitorului, cât și al industriașului. Romane precum King Coal (1917), The Coal War (publicat postum), Oil! (1927) și The Flivver King (1937) descriu condițiile de lucru ale industriilor cărbunelui, petrolului și auto de atunci.
Flivver King descrie ascensiunea lui Henry Ford, „reforma salarială” și Departamentul Sociologic al companiei sale, pânâ la căderea sa în antisemitism ca editor al The Dearborn Independent . King Coal se ocupă cu John D. Rockefeller Jr. și rolul său în masacrul de la Ludlow din 1914 la minele de cărbune din Colorado.
Sinclair a fost un socialist ferm și a candidat fără succes la Congres din partea Partidului Socialist. El a fost și candidat al Partidului Democrat la funcția de guvernator al Californiei în timpul Marii Depresiuni, candidând sub steagul campaniei End Poverty in California, dar a fost învins în alegerile din 1934.